# Odprto prvenstvo Anglije 1991
Odprto prvenstvo Anglije 1991 je teniški turnir za Grand Slam, ki je med 24. junijem in 7. julijem 1991 potekal v Londonu.

## Moški posamično
Michael Stich :  Boris Becker 6-4 7-6(7-4) 6-4

## Ženske posamično
Steffi Graf :  Gabriela Sabatini 6-4 3-6 8-6

## Moške dvojice
John Fitzgerald /  Anders Jarryd :  Javier Frana /  Leonardo Lavalle 6-3 6-4 6-7(7-9) 6-1

## Ženske dvojice
Larisa Neiland /  Natalija Zverjeva :  Gigi Fernández /  Jana Novotná 6-4 3-6 8-6

## Mešane dvojice
John Fitzgerald /  Elizabeth Smylie :  Jim Pugh /  Natalija Zverjeva 7-6(7-4) 6-2